# 광섬유 자이로스코프

광섬유 자이로스코프(fibre optic gyroscope, FOG)는 고정밀 자이로스코프의 하나이다. 사그낙(Sagnac) 효과를 사용하여 방향의 변화를 감지하므로 기계식 자이로스코프의 기능을 수행한다. 그러나 작동 원리는 광섬유 코일을 통과한 빛의 간섭을 기반으로 하며, 그 길이는 5km(3마일)에 달할 수 있다.

## 동작 원리
레이저에서 나오는 두 개의 빔이 동일한 섬유에 반대 방향으로 주입된다. 사그낙 효과로 인해 회전 반대 방향으로 이동하는 빔은 다른 빔보다 경로 지연이 약간 더 짧다. 결과적인 차동 위상 편이는 간섭계를 통해 측정되므로 각속도의 한 구성 요소를 측광 방식으로 측정되는 간섭 패턴의 편이로 변환한다.
빔 분할 광학 장치는 레이저 다이오드(또는 다른 레이저 광원)에서 나오는 빛을 여러 번 감은 광섬유로 구성된 코일을 통해 시계 방향 및 시계 반대 방향으로 전파되는 두 개의 파동으로 분할한다. 사그낙 효과의 강도는 닫힌 광학 경로의 유효 영역에 따라 달라진다. 이것은 단순히 루프의 기하학적 영역이 아니라 코일의 회전 수에 따라 증가한다. FOG는 1976년에 발리(Vali)와 쇼트힐(Shorthill)이 처음 제안했다. FOG 또는 IFOG의 수동 간섭계 유형과 새로운 개념인 수동 링 공진기 FOG 또는 RFOG의 개발이 전 세계적으로 많은 회사와 시설에서 진행되고 있다.

## 같이 보기
- 관성 측정 장비
- 코리올리 진동 자이로스코프
- 링 레이저 자이로스코프